# БТР-94
БТР-94 — украинский бронетранспортёр разработанный в 1990-е годы на базе советского бронетранспортёра БТР-80. Машина представляет собой конверсию БТР-80 проводимую путём установки нового боевого модуля БАУ-23-2 и замены двигательной установки на УТД-20. Работы по разработке и производству машины велись на заводе имени Малышева.

## Описание[2]

### Защищенность
Корпус сварной, изготавливается из катаной стали и обеспечивает защиту от пуль калибра 12,7-мм и осколков. В передней части корпуса расположено отделение управления с местами механика-водителя и командира (в экипаж входит также оператор), в средней части — десантное отделение для 10 человек, в корме корпуса находится моторно-трансмиссионное отделение.
В ходе изготовления БТР-94 корпус БТР-80 усиливали за счёт установки дополнительных элементов из конструкционных сталей.
Над местами командира и водителя расположены верхние люки, через которые можно попасть в БТР, а десантники высаживаются через аналогичные люки или двухстворчатые боковые двери (верхняя створка открывается в сторону, а нижняя опускается вниз). Изнутри десантное отделение обшито кевларом, предотвращающим ранение солдат от сколов брони.

### Ходовая часть
Подвеска БТР-94 — независимая, торсионная. Колёсная формула — 8 × 8 / 4. Четыре передних колеса управляемые и имеют систему централизованного регулирования давления в шинах. Машина преодолевает водные препятствия вплавь с помощью водомётного движителя со скоростью до 10 км/ч. Развивает скорость до 85 км/ч. Запас топлива составляет 300 л.

### Вооружение
Штатным вооружением БТР-94 является боевой модуль БАУ 23х2 массой 1090 кг, который представляет собой спаренную 23-мм артиллерийскую установку, которая способна вести огонь по наземным и низколетящим воздушным целям на расстоянии до 2000 м, 7,62-мм пулемёт ПКТ и шесть 81-мм пусковых установок для отстрела дымовых гранат (по три с левой и правой стороны башни). Боекомплект к артиллерийской установке составляет 200 снарядов, боекомплект к пулемёту — 250 патронов.
БТР-94 имеет радары обнаружения целей: наземный обнаруживает цели на расстоянии до 20 км, а воздушный — до 30 км. Установлены усовершенствованные приборы ночного видения.

## Экспорт
БТР-94 поставлялся на экспорт.
- В 1999 году был подписан контракт на поставку 50 БТР-94 для Вооружённых сил Иордании[5], общая стоимость которого составила 6,5 млн долларов[6]. Первый БТР был выпущен 1 апреля 1999[7], поставка 50 бронетранспортёров была завершена в феврале 2000 года[8], исполнение контракта заняло на 104 дня дольше, чем было предусмотрено контрактом[9]. При этом испытания показали наличие технических неисправностей на 90% бронемашин, при этом в 68% случаев они возникли по вине производителя - в результате нарушений в технологическом цикле при производстве[10]. Чтобы урегулировать конфликт с Иорданией, украинская сторона продлила на полгода гарантийные сроки обслуживания поставленных бронетранспортёров[11]
- в августе 2004 года все 50 иорданских БТР-94 были переданы новой армии Ирака[12] и поступили на вооружение сухопутных войск и Национальной гвардии Ирака.

## Операторы
- Ирак — 50 единиц БТР-94, по состоянию на 2015 год[13]

#### Бывшие
- Иордания — 50 единиц БТР-94, по состоянию на 1999 год[14]. Переданы Ираку в 2004.

## Галерея фотографий

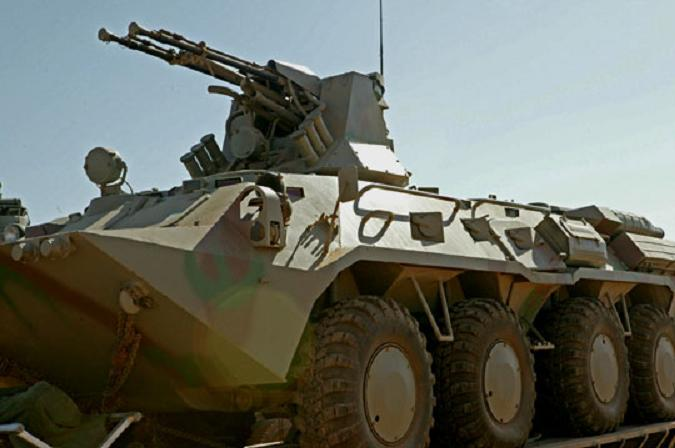
БТР-94 вооружённых сил Иордании
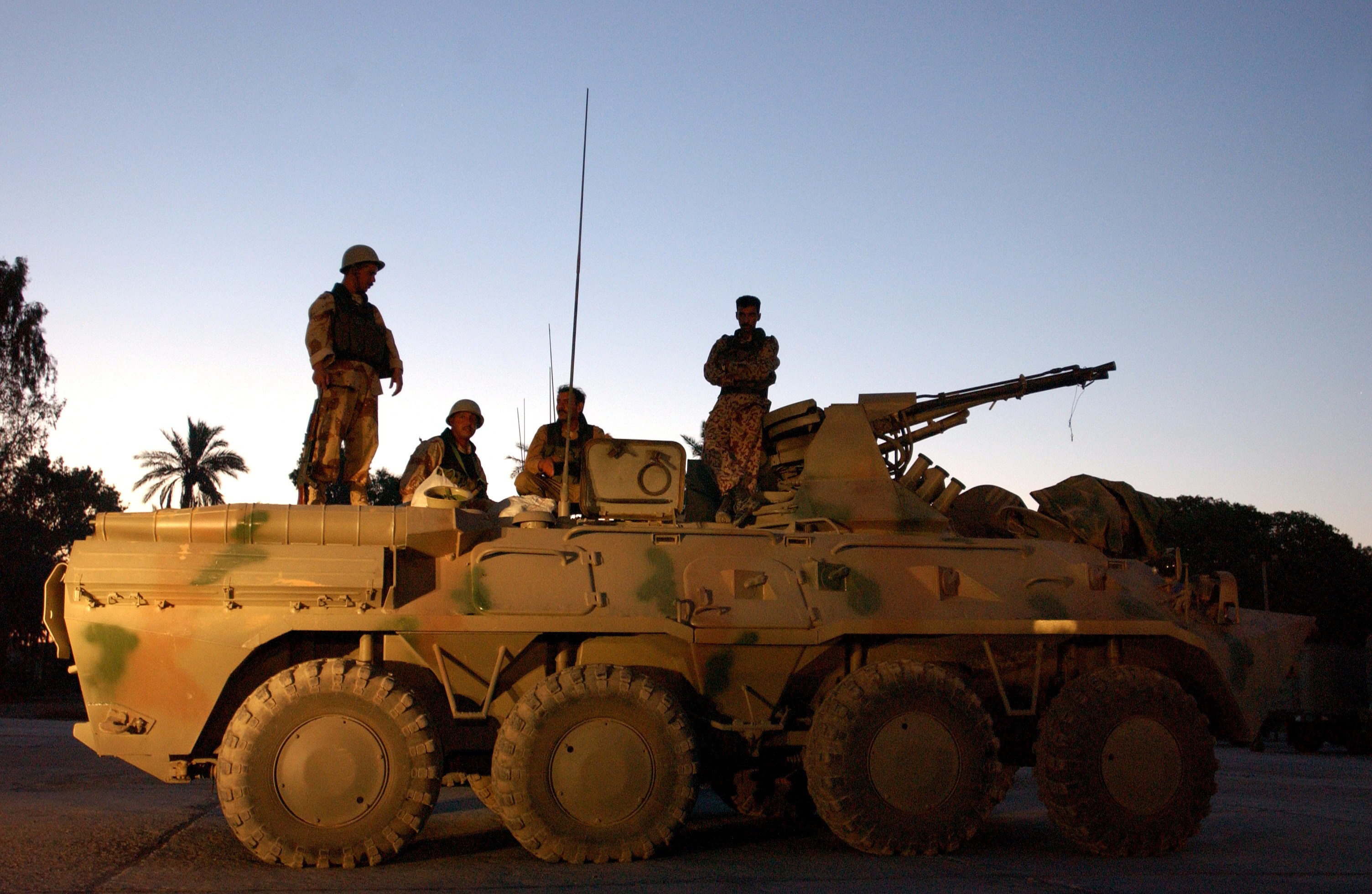
БТР-94 вооруженных сил Ирака
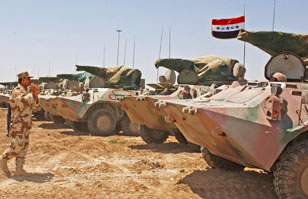
Иракские БТР-94
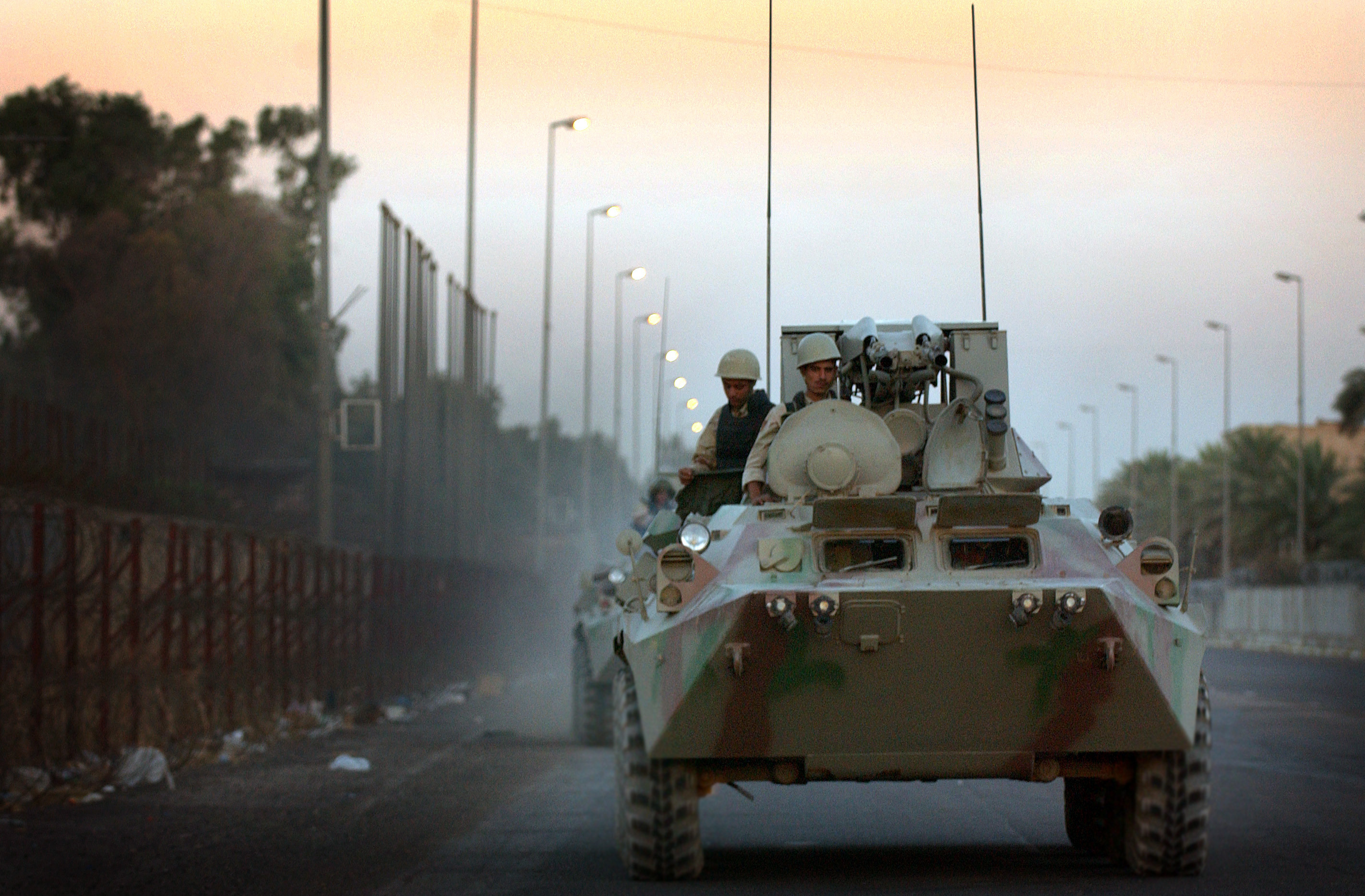
БТР-94 Национальной гвардии Ирака, Багдад.
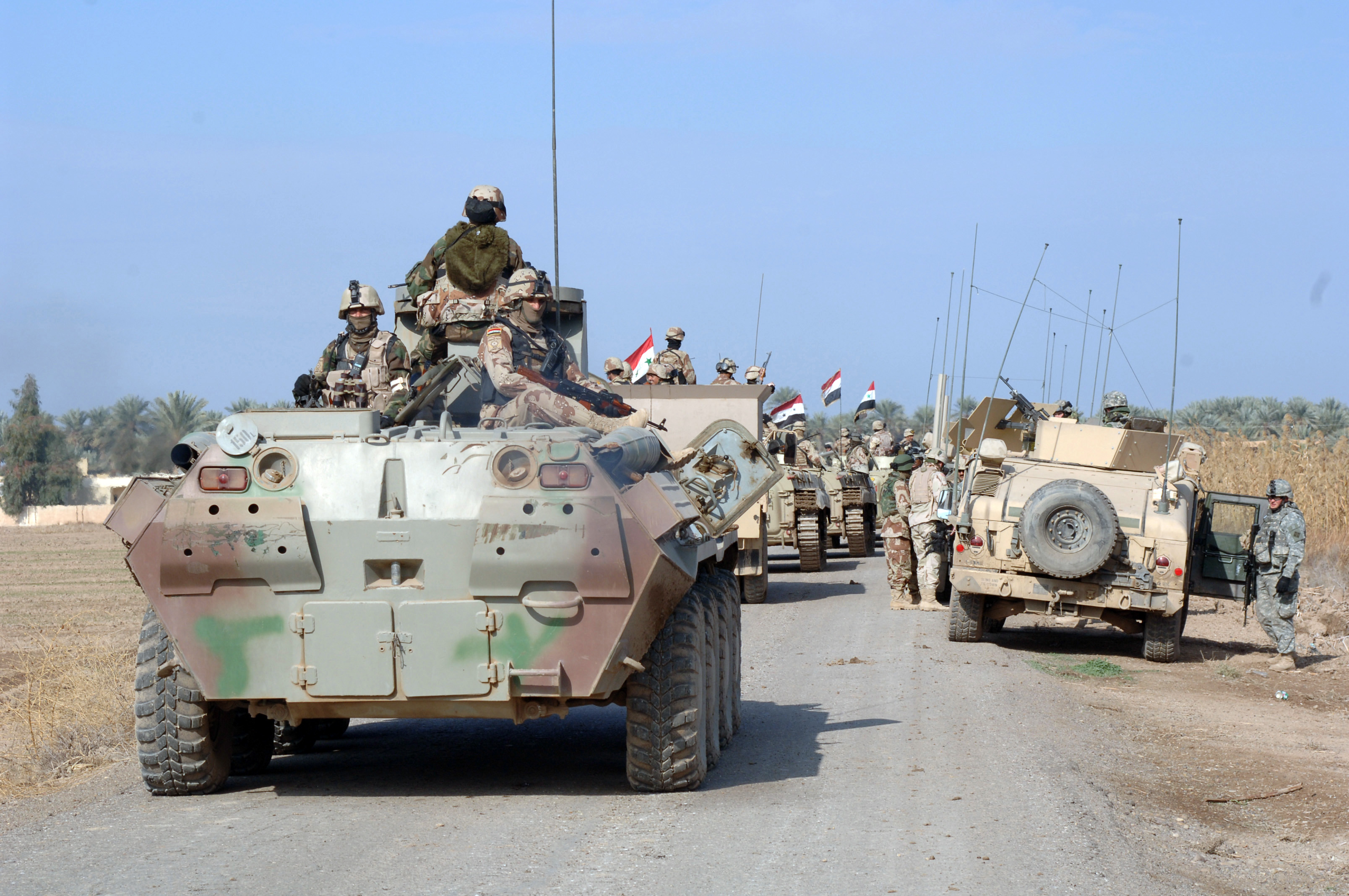
БТР-94 иракской 9-й механизированной бригады в патруле.